# Тахтакупыр
Тахтакупыр (узб. Taxtakoʻpir / Тахтакўпир, каракалп. Taxtakópir / Тахтакөпир) — городской посёлок, административный центр Тахтакупырского района Республики Каракалпакстан (Узбекистан).

## История
Статус посёлка городского типа — с 1984 года.

## География
Посёлок расположен в 53 км к северо-востоку от железнодорожной станции Чимбай на линии Найманкуль — Чимбай.

## Достопримечательности
Городище Курганча находится в 17 км к востоку от районного центра Республики Каракалпакстан — города Тахтакупыра.
Этот памятник известен также под названием «Кубланды кала», поскольку в народных преданиях он связывается с именем эпического героя Коблана. Городище Курганча расположено в пустынной местности. С севера, востока и запада оно окружено мощным песчаным массивом, закреплённым растительностью. С юга к памятнику вплотную примыкают заброшенные поля.
В 750—1000 м к северу от Курганчи в широтном направлении проходит прекрасно выраженное в рельефе сухое русло Каракуль, периодически затапливаемое сбросными водами.
В 2000 м к югу проходит ещё одно сухое русло Каргабай, оно также выдерживает общее широтное направление, но в рельефе выражено менее отчётливо, чем вышеупомянутое русло Каракуль. Оба русла входят в систему ныне высохших восточных протоков Приаральской дельты Амударьи.
Как показали проведённые в 1960 и 2007 годах маршрутные обследования всей системы сухих русел на восточном крае Приаральской дельты Амударьи, в вышеуказанную систему входят многочисленные сухие русла: Камышлы-Кандым-Узяк, Каракуль и более мелкие русла, соединяющие их — Каргабай, Сазсай, Лоузан и др.
Все эти русла густо поросли гребенщиком, причём в ряде мест гребенщик тянется узкой полосой, отмечающей сравнительно недавний урез вод. Берега русел, как правило, обрывисты, русла почти не развеяны. Все они входят в систему Куванышджарминского направления стока Приаральской дельты Амударьи.
Общая площадь городища — около 18 га. Городище представляется нам с очень интересной планировкой, так как общий комплекс поселения складывался постепенно, изменяя свою конфигурацию в каждый отдельный период существования.
История сложения и развития городища Курганча первоначально была запланирована под единой системой строительства, но со временем эта часть городища с регулярной планировкой была ограждена валом.
В результате огромная площадь внутренней части поселения остаётся не застроенной. В дальнейшем образовывается восточная часть, а в южной части появляется массив домов.
Но почти вся регулярная часть планировки городища, ограждённой валом, гибнет в результате большого пожара. Вследствие этого пожара, Курганча теряет облик единого комплекса. Этот же пожар отразился и на восточный части поселения.
Все события, связанные с пожарами и вся строительная история зафиксированы многолетними археологическими изучениями поселения Курганча, которые датируются VII — первой половиной VIII веков.
Но самым важным и интересным было открытие к югу от Курганчи на расстоянии приблизительно 1,5 км зафиксированных остатков огромного неукреплённого раннекердерского поселения со следами лёгких, вероятно, временных жилищ.
Полевая учебная археологическая практика на памятнике Курганча была проведена в 2008 году, когда практиканты под руководством археологов кафедры «Истории» добились больших результатов в раскопках на городище. Был получен комплекс керамики, бусы и очень характерные для VII—VIII веков огромные Хуми.

## Население
| 1989   | 2004   | 2018   |
| ------ | ------ | ------ |
| 15 022 | 17 100 | 16 700 |

## Известные люди
- Нурпеисов Плис (Билис) Кольгельдиевич (1919—23.04.1945) — лётчик-наблюдатель, гвардии старший лейтенант, Герой Советского Союза.